# توماس هاندل
توماس هاندل (انگلیسی: Tomás Händel؛ زادهٔ ۲۷ نوامبر ۲۰۰۰) بازیکن فوتبال اهل اتریش است.
وی همچنین در تیم ملی فوتبال زیر ۲۱ سال پرتغال بازی کرده‌است.